# Pěčínský tunel
Pěčínský tunel je železniční tunel na katastrálním území obce Pěčín na úseku regionální železniční trati 023 Doudleby nad Orlicí – Rokytnice v Orlických horách mezi dopravnou Slatina nad Zdobnicí a zastávkou Pěčín v km 14.395 km - 14.496 .

## Historie
Pro výstavbu tratě byla 5. října 1903 ustanovena Společnost místní dráhy Doudleby – Vamberk - Rokytnice, která dráhu vlastnila až do zestátnění 1. ledna 1925. Koncese na výstavbu byla udělena 27. prosince 1904. Železniční trať postavila firma Zdeněk Kruliš (syn Jana Kruliše) z Prahy a do provozu byla dána 14. října 1906. Pěčínský tunel byl postaven v roce 1906.

## Popis
Trať je vedena v náročném horském terénu s nestejnorodými horninami. Jednokolejný tunel se nachází na železniční trati Doudleby nad Orlicí – Rokytnice v Orlických horách v úseku Slatina nad Zdobnicí – Pěčín. Byl postaven v oblouku v ostrohu vrchu Rajčura (543 m n. m.), který omývá Pěčínský potok. Tunel leží v nadmořské výšce 475 m a měří 101,76 m. Původní tunel měl mít délku 74 m, ale musel být prodloužen a u severního portálu byla vybudována třicetimetrová opěrná zeď. Je vyzděn z opracovaných pískovcových kvádrů.

### Pamětní deska
U severního portálu Pěčínského tunelu byla odhalena bronzová pamětní deska u příležitosti dokončení tisícího kilometru českých lokálek garantovaných Zemským výborem Království českého. V roce 1945 byla tabule sejmuta a uložena v Národním technickém muzeu v Praze. Replika pamětní desky byla odhalena v roce 2014. Pamětní deska je kulturní památkou.